# Angiola Baggi
Angiola Baggi (Monselice, 30 novembre 1946) è una doppiatrice, direttrice del doppiaggio e attrice italiana.

## Biografia
Ha debuttato nei primi anni sessanta, e al piccolo schermo ha legato buona parte della sua carriera. Come conduttrice ha diretto Giochi all'aria aperta, Natale sotto l'albero, Raccontare il teatro. Era sposata con il regista televisivo e teatrale Nanni Fabbri, che l'ha diretta diverse volte sul palcoscenico e in televisione.

## Filmografia

### Cinema
- Storia di ragazzi e di ragazze, regia di Pupi Avati (1989)
- Dichiarazioni d'amore, regia di Pupi Avati (1994)
- Io e il re (1995)  regia di Lucio Gaudino
- Farfalle (1997) regia di Roberto Palmerini

### Televisione
- La bella addormentata (sceneggiato televisivo RAI, 1963)
- Il segreto (soap opera 2011-2021)
- Il segno del comando (sceneggiato RAI 1971)
- I demoni (sceneggiato RAI, regia di Sandro Bolchi)
- La donna di picche (miniserie televisiva RAI 1972, regia di Leonardo Cortese)
- Dedicato a un bambino (sceneggiato RAI 1971, regia di Gianni Bongioanni)
- Dedicato ad un pretore (sceneggiato RAI 1973, regia di Dante Guardamagna)
- Dedicato ad una coppia (sceneggiato RAI 1974, regia di Dante Guardamagna)
- La contessina Mitzi (sceneggiato RAI, regia di A. Frazzi)
- Giallo sera (serie televisiva a quiz RAI, regia di Mario Caiano)
- Processo di famiglia (sceneggiato Rai 1991, regia di Nanni Fabbri)
- Diagnosi (sceneggiato, 1975)
- Aut aut. Cronaca di una rapina, regia di Silvio Maestranzi (1976)
- Una prova d'innocenza (sceneggiato, 1990)
- Don Fumino (sceneggiato Rai 1 1993)
- Cronaca nera (fiction, Rai 2 1998)
- Il teatro e il mistero (antologia teatrale regia di Nanni Fabbri)
- Caro domani (Sat2000, 1999, regia di M.A. Avati)
- Incantesimo 3 (Rai 1, 2000)
- Incantesimo 4 (Rai 1, 2001)
- Stiamo bene insieme (Rai 1, 2002)
- Cuori rubati (Rai 2, 2002-2003)
- Incantesimo 6 (Rai 2, 2003)
- Un medico in famiglia (Rai 1, 2016)

Radio
• Il mattiniere, programma d'intrattenimento quotidiano del primo mattino che dava la sveglia agli italiani  in onda sul Secondo Programma Radio Rai (poi Radiodue) tutti i giorni dalle 6 alle 7,30 (nel 1972 e a più riprese alla conduzione nella prima metà anni '70).

## Teatro
- Delitto e castigo, regia di Sandro Bolchi
- L'egoista, regia di Sandro Bolchi
- Il padre, regia di Gabriele Lavia
- Lorenzaccio, regia di Sergio Fantoni
- Storie di periferia, musical, regia di Tony Cucchiara
- Il diavolo e il buon Dio, regia di Aldo Trionfo
- George Dandin, regia di Bruno Cirino
- Marat/Sade, regia di Bruno Cirino
- Liolà, regia di Bruno Cirino
- Grandiosa svendita di fine stagione, regia di Ugo Gregoretti
- Una donna normale, regia di Ugo Gregoretti
- Il Tartufo, regia di Antonio Calenda
- Alice James, regia di N. Fabbri
- Le nozze di Figaro, regia di Ennio Coltorti
- Salotto Proust regia di RosarioGalli
- Orfeo a Manhattan, regia di L. Chiavarelli
- Inquisizione, regia di N. Fabbri
- Ingiunzione finale, regia di N. Fabbri
- La Cuoca, regia di A. Zucchi
- Mia famiglia, regia di S. Giordani
- Lascio alle mie donne, regia di N. Fabbri
- Medea regia di G. Lavia
- Clausure regia di F. Satta Flores

## Doppiaggio

### Film
- Isabelle Huppert in Il buio nella mente, Le affinità elettive, Grazie per la cioccolata, Il figlio di due madri, La pianista, Gabrielle, La commedia del potere, Proprietà privata, Home, Amour, In Another Country, Il paradiso degli orchi, Il condominio dei cuori infranti, Elle, Greta, L'ombra di Caravaggio
- Susan Sarandon in Dead Man Walking - Condannato a morte, Nella valle di Elah, Circondata dai ghiacci, Bernard & Doris - Complici amici, Fratelli in erba, You Don't Know Jack - Il dottor morte, A casa con Jeff, 3 Generations - Una famiglia quasi perfetta, La mia vita con John F. Donovan, Jesus Rolls - Quintana è tornato!
- Kathy Bates in Titanic, Waterboy, Il ponte di San Luis Rey, The Blind Side, Tammy, Una giusta causa, Highwaymen - L'ultima imboscata, A Family Affair
- Catherine Deneuve in Est-ovest - Amore-libertà, Il tempo ritrovato, I tempi che cambiano, A testa alta
- Helen Mirren in Una scelta d'amore, L'ultimo bicchiere, Shadowboxer, State of Play, Arturo
- Priscilla Presley in Una pallottola spuntata (1988), Una pallottola spuntata (2025)
- Jamie Lee Curtis in Sognando Manhattan, Cena con delitto - Knives Out
- Catherine O'Hara in Uno strano scherzo del destino, Beetlejuice Beetlejuice
- Mary McDonnell in Grand Canyon - Il cuore della città, Independence Day, Donnie Darko
- Jean Smart in Un ciclone in casa, La mia vita a Garden State
- Glenn Close in Mistero a Crooked House, Heart of Stone
- Brigitte Fossey in Il tempo delle mele, Il tempo delle mele 2
- Felicity Huffman in Transamerica
- Harriet Sansom Harris in Memento
- Julie Andrews in Come d'incanto
- Kathleen Turner in Il giardino delle vergini suicide
- Mimi Rogers in Dimenticare Palermo
- Sissy Spacek in Tutti insieme inevitabilmente
- Joanna Lumley in Ella Enchanted - Il magico mondo di Ella
- Jennifer Coolidge in Epic Movie
- Isabelle Renauld in L'eternità e un giorno
- Rita Wilson in Una promessa è una promessa
- Diane Venora in Romeo + Giulietta di William Shakespeare
- Piper Laurie in Nel fantastico mondo di Oz
- Helen Reddy in Elliott, il drago invisibile
- Dorothy Malone in Il grande sonno (ed. 1975)
- Anne Byrne Hoffman in Manhattan
- Edwige Fenech in L'insegnante
- Lauren Bacall in The Walker
- Jessica Lange in Music Box - Prova d'accusa
- Imelda Staunton in Downton Abbey II - Una nuova era
- Linda Lavin in Naked Singularity
- Bette Midler in Una torta per l'uomo giusto
- Jemma Redgrave in The Beekeeper
- Betty Buckley in Imaginary
- Marthe Keller in One Life
- Leah Remini in Flight Risk - Trappola ad alta quota

### Film TV
- Catherine O'Hara in Temple Grandin - Una donna straordinaria
- Harriet Sansom Harris in Licantropus

### Film d'animazione
- Bai Niang ne La leggenda del serpente bianco
- Oracolo in Aladdin e il re dei ladri
- Voce narrante in Disney Princess: Le magiche fiabe - Insegui i tuoi sogni
- Eudora in La principessa e il ranocchio
- Maga Feliza ne I Magicanti e i 3 elementi
- Plio in Dinosauri
- Louise Michel in Dililì a Parigi
- Piella Bakewell in Questione di pane o di morte

### Serie televisive
- Kathy Bates in Six Feet Under, Harry's Law, Due uomini e mezzo, The Big Bang Theory
- Charlotte Rampling in Dexter
- Catherine Deneuve in Nip/Tuck
- Glenn Close in The Shield
- Dot-Marie Jones in Glee
- Kate Mulgrew in Orange Is the New Black
- Hannelore Hoger in Attenti a quei tre
- Corinne Cléry in Vita coi figli
- Grażyna Szapołowska in Piazza di Spagna
- Concha Velasco in Grand Hotel - Intrighi e passioni
- María Bouzas in Il segreto
- Betiana Blum in Para vestir santos - A proposito di single
- Heide Keller in La nave dei sogni
- Charlotte Schwab in Squadra Speciale Cobra 11
- Patricia Wettig in Prison Break
- Carmen Maura in Qualcuno deve morire
- Adrienne Barbeau in Cowboy Bebop[1]
- Jayne Houdyshell in Only Murders in the Building
- Jayne Atkinson in Morte e altri dettagli
- Marthe Keller in E Caterina... regnò
- Patricia Richardson in Quell'uragano di papà
- Harriet Sansom Harris in The Agency

### Cartoni animati
- Niobe in Winx Club
- Nonna in Oddballs